# Schriftgestaltung
Schriftgestaltung beschreibt den Prozess der Formgebung und der Herstellung von Schrift. Dabei werden nicht nur einzelne Buchstabenformen und andere typografische Zeichen entworfen, sondern explizit auch die Abstände zwischen den Buchstaben (Zurichtung). Häufig werden auch die Abstände zwischen bestimmten Buchstabengruppen (Kerning) manuell angepasst, so dass ein gleichmäßiges Schriftbild entsteht.
In der analogen Schriftgestaltung wurden dazu zunächst meist Zeichnungen von Hand hergestellt, welche dann in ein entsprechendes Medium, z. B. auf Rubylith für den Fotosatz, übertragen wurden. Heutzutage ist häufig der gesamte Produktionsprozess einer Schrift, von der Zeichnung bis zur fertigen Schrift, digitalisiert. Dabei kommt spezielle Schriftgestaltungs-Software zum Einsatz.
Die Benutzung von in diesem Prozess erstellten Schriften für die Erstellung eines Layouts wird als Typografie bezeichnet.